# Stiftung kreuznacher diakonie
Die Stiftung kreuznacher diakonie ist eine kirchliche Stiftung des öffentlichen Rechts. Sie wurde 1889 in Sobernheim gegründet. Heute hat die Stiftung ihren Sitz in Bad Kreuznach und ist Träger von Einrichtungen in Rheinland-Pfalz, Saarland und Hessen.

## Geschichte

### Gründung
Die Gründung erfolgte 1889 von Pfarrer Hugo Reich in Bad Sobernheim. Im Jahr 1890 eröffnete das Hilfskrankenhaus in der Kreuznacher Rheingrafenstraße. 1893 wurde das Mutterhaus in Sobernheim eingeweiht, ein Jahr später wird Schwester Eugenie Michels erste Vorsteherin der Kreuznacher Diakonie. Im selben Jahr übernahm die Diakonie das „Mädchenrettungshaus zu Niederwörresbach“. Die der Diakonie angeschlossene Kleinkinderschule und spätere Ausbildungsstätte für „Kleinkinder-Lehrerinnen“ konnte ab 1894 auch von Frauen besucht werden, die keine Schwestern waren. Im Jahr 1898 begann der Bau des Mutterhauses in Kreuznach, die Eröffnung erfolgte ein Jahr später. Im Jahr 1902 zog auch das Kleinkinder-Lehrerinnen-Seminar nach Kreuznach um. Aus dieser Einrichtung ging die heutige Fachschule für Sozialwesen hervor. In den im Jahr 1903 eröffneten Krankenhäusern „Bethanien“ und „Bethesda“ waren zunächst 33 Diakonissen tätig. Im Jahr 1908 erfuhr die angeschlossene Krankenpflegeschule staatliche Anerkennung und nahm ihren Betrieb mit 13 Pflegeschülerinnen auf. Im Folgejahr begann der Bau eines Männerkrankenhauses, das im Jahr 1913 eröffnet wurde.

### Zwischenkriegszeit

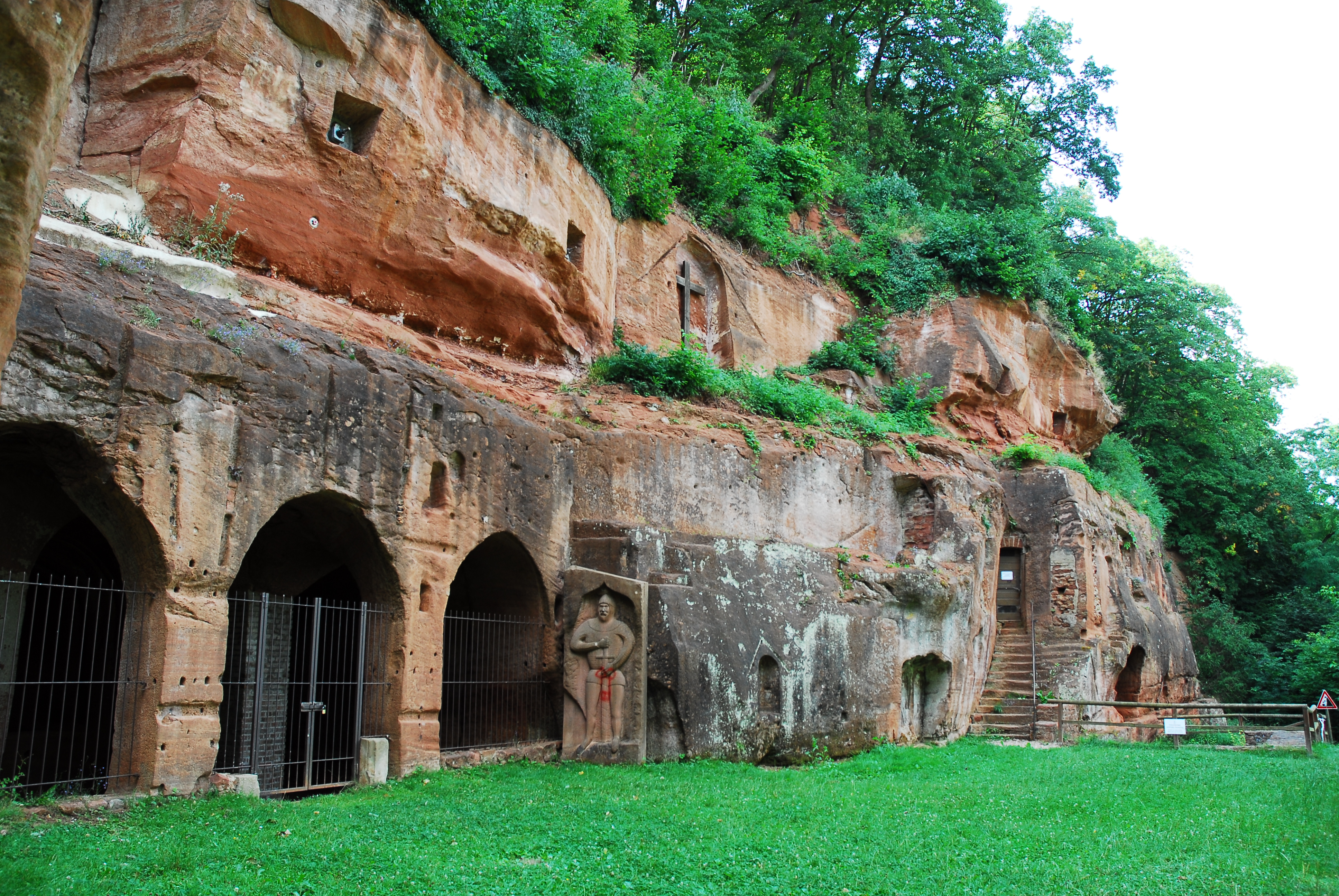
Eremitage Bretzenheim

Im Jahr 1920 eröffnete die Diakonie das Haus Pella als Schule und Wohnheim „für schwachbegabte Mädchen“. In 1928 wurde die Eremitage in Bretzenheim erworben. Die Diakonie nutzte das Gelände landwirtschaftlich als Arbeiterkolonie und später als Obdachlosenunterkunft. Im August 2019 kaufte die Gemeinde das Gelände von der Stiftung zurück. Anfang der 30er Jahre wurde mit „Neu-Bethesda“ eine Lehranstalt geschaffen und Ausbildungs- und Lehrwerkstätten gegründet, die Menschen mit Körperbehinderung Gelegenheit zum beruflichen Einstieg und Fortkommen boten. Am 1. Advent 1931 wurde das Brüderseminar Paulinum zur Ausbildung von Diakonen eröffnet.

### Zeit des Nationalsozialismus
Im Jahr 1935 starb der Gründer der Diakonie-Anstalten Hugo Reich. Er war bereits im Jahr 1932 als Vorsteher der Stiftung durch Johannes Hanke abgelöst worden. Im folgenden Jahr wurde der Grundstein für das Feierabendhaus der Stiftung gelegt – hierbei handelt es sich um ein Altenheim für Diakonissen. Das Haus wurde nach der Vorsteherin Elisabeth Jaeger benannt. Im Jahr 1939 betreuten die Einrichtungen der Stiftung über 1.000 Menschen am Tag, hierzu gehörten neben den Patienten auch betreute und alte Menschen. Bei Kriegsbeginn wurden 350 Menschen mit Behinderung aus Sobernheim und Niederreidenbacher Hof nach Bad Kreuznach verlegt, während die dortigen Einrichtungen der Stiftung zu Kriegslazaretten werden. Zwei Jahre später werden auch im Kreuznacher Paulinum Lazarettbetten eingerichtet. Zwischen 1940 und 1945 hatte die Stiftung in mehrfacher Hinsicht Anteil an den Verbrechen des nationalsozialistischen Systems.

#### Zwangsarbeiter
Im Verlauf des Krieges stieg der Personalbedarf der Stiftung unter anderem durch Einberufungen und Dienstverpflichtung von Diakonen und Diakonissen aber auch mitarbeitender Bewohner an. Die Funktionsfähigkeit der ausgedehnten landwirtschaftlichen Betriebe der beiden Arbeitskolonien der Diakonie in der Eremitage und auf dem Niederreidenbacher Hof wurden am 1940 durch französische Zwangsarbeiter aufrechterhalten. In der Hauswirtschaft der anderen Einrichtungen waren französische Zwangsarbeiterinnen, aber auch Frauen aus der UdSSR und den Niederlanden tätig. Schließlich wurden auch in der Krankenpflege Zwangsarbeiterinnen eingesetzt. Im Auftrag der evangelischen Kirche befasste sich der Historiker Uwe Kaminsky mit der Situation von Zwangsarbeitern in kirchlichen Einrichtungen im Dritten Reich. Auch die kreuznacher diakonie, so stellte Kaminsky fest, beschäftigte Zwangsarbeiter aus der Sowjetunion in ihren Betrieben. Insgesamt konnte die Anzahl der zwangsweise Beschäftigten in der Zeit von 1940 und 1945 auf 81 Personen beziffert werden – davon 16 Kriegsgefangene. Ihr Einsatz war zeitlich beschränkt, im Schnitt wurden 11 Personen gleichzeitig beschäftigt. Unter den zivilen Zwangsarbeitern waren auch Kinder im Alter zwischen 13 und 14 Jahren und alte Menschen von 69 und 71 Jahren. Aber die meisten Zwangsarbeiter waren junge Frauen. 1943 führte die kreuznacher diakonie Zwangsabtreibungen an Ostarbeiterinnen durch.

#### Einbindung in das nationalsozialistische Vernichtungsprogramm

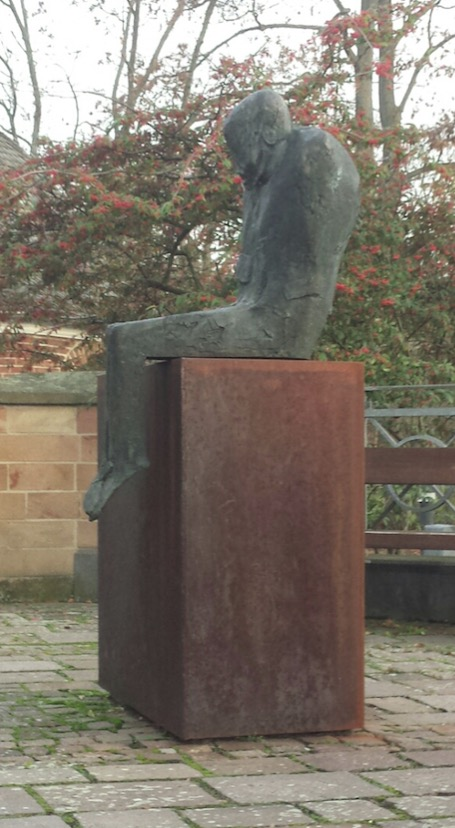
Mahnmal auf dem Kirchvorplatz

Im Jahr 1984 hat die Stiftung (damals noch Diakonie Anstalten Bad Kreuznach) eine Erklärung zu den Geschehnissen in den Diakonie Anstalten Bad Kreuznach, die im Zusammenhang mit dem nationalsozialistischen Programm der Vernichtung lebensunwerten Lebens stehen, veröffentlicht. Der damalige Vorsteher, Pfr. Karl-Adolf Bauer schrieb in seinem Vorwort zur offenen tür, der Zeitschrift der kreuznacher diakonie, im März 1985: „Die Erinnerung an die sogenannte Verlegung von 240 der damals etwa 900 Heimbewohnerinnen in den Kreuznacher Diakonie-Anstalten in den Jahren 1943 und 1944 hat uns veranlasst, ihrem Weg an Hand vorhandener Akten und im Gespräch mit noch lebenden Zeugen jener Zeit nachzugehen. So ist eine Erklärung entstanden, die sich Kuratorium, Vorstand und Anstaltsleitung unserer Anstalten am 25. September 1984 zu Eigen gemacht haben. In einer gottesdienstlichen Feier am 24. November 1984 in der Diakonie-Kirche zu Bad Kreuznach haben wir der getöteten Heimbewohner gedacht und die genannte Erklärung der Öffentlichkeit übergeben.“ Sehr nachdrücklich wurde die kreuznacher diakonie erneut mit ihrer Geschichte konfrontiert, als die Stadt Wien im Jahr 2002 in einer zentralen Gedenkfeier die sterblichen Überreste von Menschen zu Grabe trug, die in der Zeit zwischen 1941 und 1945 im Spiegelgrund ermordet wurden. Präparate der Gehirne der Menschen mit Behinderungen wurden erst zu diesem Zeitpunkt zur Beerdigung freigegeben. Zum einhundertjährigen Jubiläum der kreuznacher diakonie 1989 wurde zunächst in Bad Kreuznach, 1993 dann auch auf der Asbacher Hütte im Hunsrück ein Mahnmal beziehungsweise eine Gedenkstelle errichtet. Sie erinnert an die Menschen, die abtransportiert und ermordet wurden.

### Nachkriegszeit
Die Gebäude der Stiftung wurden durch Bombardement mehrfach beschädigt. 1944 war das Männerkrankenhaus in Brand geraten, im folgenden Jahr wurden das Mutterhaus, das Feierabendhaus und eine Lazarettbaracke zerstört. Das Männerkrankenhaus wurde ab 1949 wieder aufgebaut. Im Vorjahr war beschlossen worden, die Ausbildung von Diakonen nicht weiter fortzusetzen. 1950 wurde das neugebaute Feierabendhaus eingeweiht. Das neue Mutterhaus war im Jahr zuvor fertiggestellt worden. Im Jahr 1959 wurde ein Schwesternwohnheim und im folgenden Jahr eine weitere Kirche errichtet. In den folgenden Jahren wurden Wohnheime für Menschen mit geistigen Beeinträchtigungen errichtet, ein heilpädagogisches Seminar eröffnet und die Gebäude der heilpädagogischen Einrichtungen Bethanien erweitert.

### Aktuelle Entwicklungen
Anfang der 70er Jahre wurden die Abteilungen des Krankenhauses um eine chirurgische Ambulanz und eine Intensivstation erweitert. Ab 1978 wurden neben Diakonissen wieder Diakone ausgebildet. 1980 eröffnete die Frühförderungseinrichtung, die heute als Sozialpädagogisches Zentrum dient. Vier Jahre später begann der Bau einer neuen Lehranstalt, die 1987 als Fachschulzentrum „Johann Friedrich Oberlin“ eröffnet wurde. Im selben Jahr wurde der erste Bauabschnitt des neuen Krankenhauses in Kreuznach eingeweiht. Seit 1991 bietet die Stiftung einen ambulanten Dienst für Menschen mit Behinderungen an. Der zweite Bauabschnitt des Krankenhauses wurde 1992 beendet. Im Jahr 1997 benennen sich die Diakonie-Anstalten Bad Kreuznach um in Stiftung kreuznacher diakonie – eine entsprechende Internetseite wird online geschaltet. Das Krankenhaus der Stiftung in Simmern wurde im Jahr 2009 Lehrkrankenhaus der Universitätsklinik Mainz. Mit der Einweihung des „Wohnpark Sophie Scholl“ feierte die Diakonie im Jahr 2014 ihr 125-jähriges Bestehen.
Zum 1. Februar 2025 übernahm die Stiftung Kreuznacher Diakonie Einrichtungen der Franziskanerbrüder. Die Übernahme umfasst das Krankenhaus St. Marienwörth, den Palliativstützpunkt Rheinhessen-Nahe, das Seniorenheim Haus St. Josef sowie das MVZ Nahe auf dem Campus Mühlenstraße.

## Bereiche

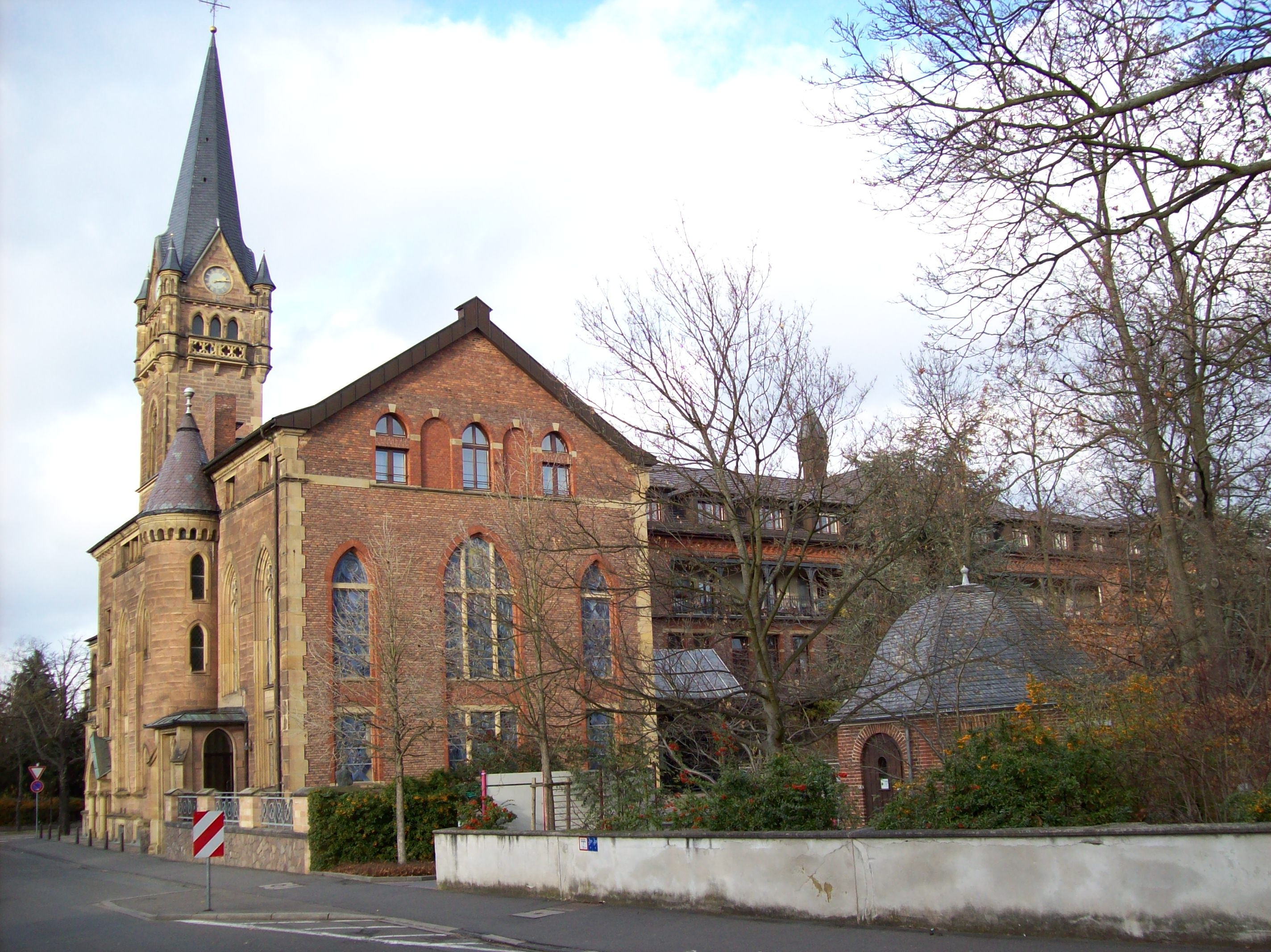
Diakoniekirche und Mutterhaus

Zur diakonisch-sozialen Stiftung gehören Krankenhäuser, Hospize, Wohnungen, Werkstätten und Rehabilitationsabteilung für Menschen mit körperlichen und geistigen Behinderungen und/oder psychischen Erkrankungen, Wohn- und Pflegeangebote für alte Menschen, Kinder-, Jugend- und Familienhilfe sowie Wohnungslosenhilfe.
In allen Arbeitsbereichen gibt es stationäre und ambulante Angebote. Zudem bietet die kreuznacher diakonie rund 750 Aus-, Fort- und Weiterbildungsplätze in pflegerischen, pädagogischen und diakonisch-theologischen Berufen an. Etwa 8000 Menschen nehmen täglich Dienstleistungen der kreuznacher diakonie in Anspruch. Die Stiftung beschäftigt etwa 7600 Mitarbeiter.

### Diakonissen-Mutterhaus

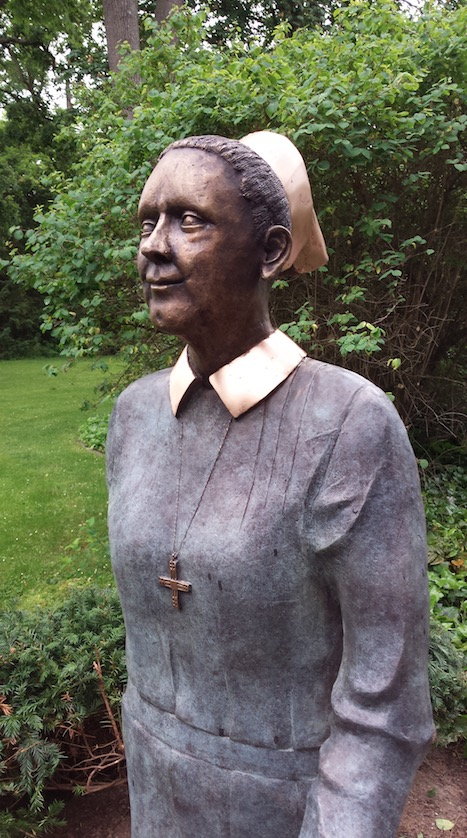
Bronzestatue einer Diakonisse von Gernot Meyer-Grönhof

Das II. Rheinische Diakonissen-Mutterhaus wurde 1889 in Bad Sobernheim als Glaubens-, Lebens- und Dienstgemeinschaft gegründet. Die Diakonissen bilden eine geistlich und diakonisch ausgerichtete Gemeinschaft von Frauen, die sich dem Evangelium und Auftrag Jesu Christi verpflichtet weiß. Seit ihrem Gründungsauftrag fördern und gestalten Diakonissen das diakonische Amt und das gemeinsame Leben der evangelischen Kirche und die Zielsetzung der Stiftung kreuznacher diakonie mit.

### Hospize
- Eugenie Michels Hospiz, Bad Kreuznach
- Paul Marien Hospiz, Saarbrücken
- Aenne Wimmers Hospiz, Simmern
- Fliedner Hospiz, Neunkirchen

### Krankenhäuser

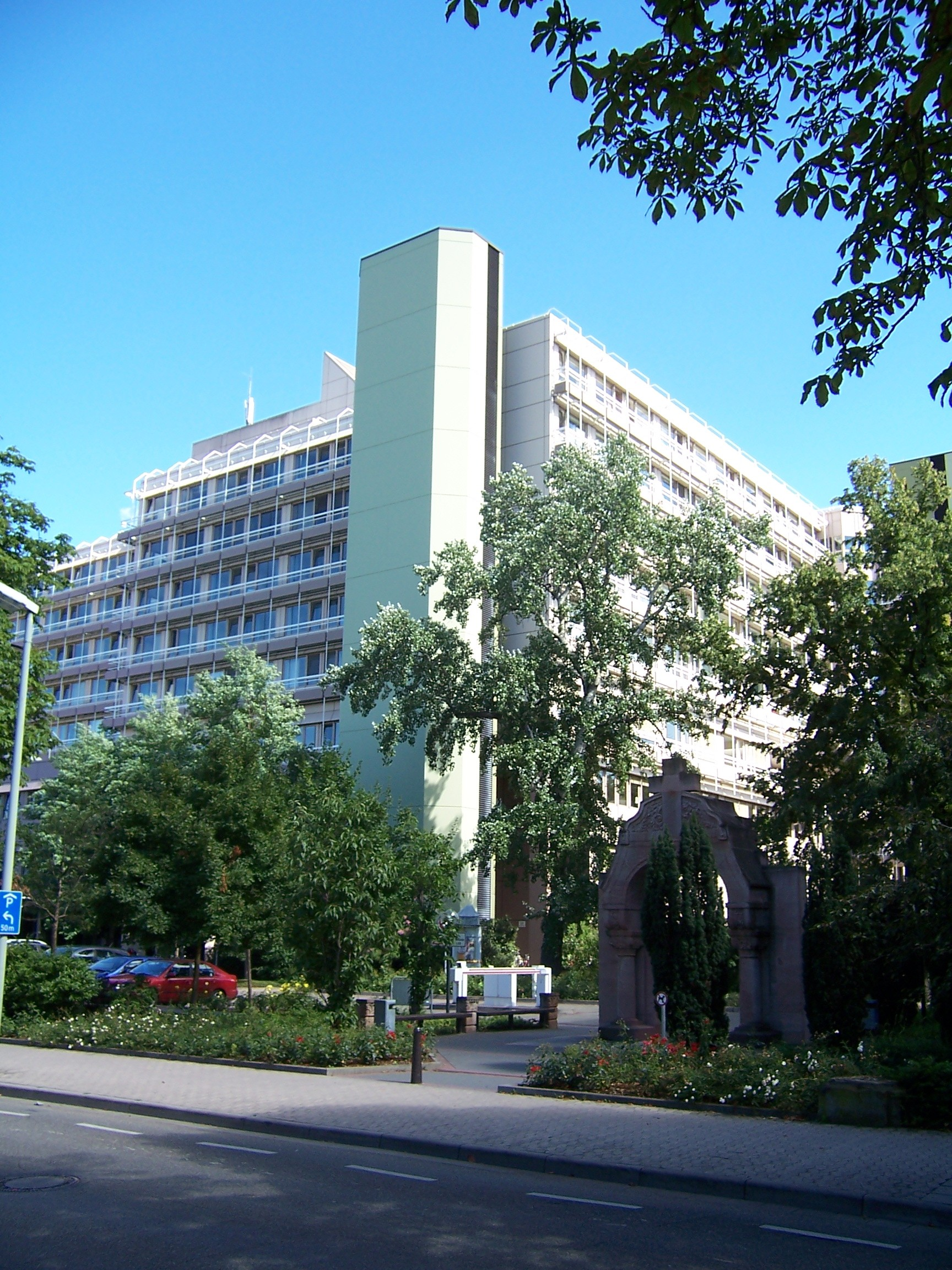
Diakonie-Krankenhaus Bad Kreuznach

- Diakonie Kliniken Bad Kreuznach: Das Krankenhaus in Bad Kreuznach ist ein Akademisches Lehrkrankenhaus der Schwerpunktversorgung mit 501 Betten in 14 Fachabteilungen, davon elf Hauptabteilungen und drei Belegabteilungen. Es gehört zu den nach dem Krankenhausfinanzierungsgesetz (KHG) geförderten Krankenhäusern (Plankrankenhaus gem. 108 Nr. 2 SGB V). Der 1996 eingeweihte Neubau in Bad Kreuznach bietet Patienten und Mitarbeitern alle räumlichen Voraussetzungen eines modernen Krankenhauses. Besondere Aufgaben stellen sich dem Standort Bad Kreuznach in der perinatologischen/neonatologischen, der orthopädischen und kardiologischen Schwerpunktversorgung. Seit dem 1. Februar 2025 gehört auch das ehemalige Krankenhaus St. Marienwörth zu den Diakonie Kliniken Bad Kreuznach.[6]
- Diakonie Krankenhaus Kirn: Das Krankenhaus in Kirn mit 88 Betten wurde in den vergangenen Jahren mit erheblichen Mitteln modernisiert und hält drei Abteilungen vor. Einen besonderen Schwerpunkt stellt die Wirbelsäulenchirurgie dar.
- Diakonie Kliniken Hunsrück in Simmern: Die Klinik in Simmern ist ein Allgemeinkrankenhaus der Regelversorgung mit 246 Betten/Plätzen und gehört zu den nach dem Krankenhausfinanzierungsgesetz (KHG) geförderten Krankenhäusern. Zurzeit werden jährlich über 10.500 Patienten in den fünf Hauptfachabteilungen Innere Medizin, Chirurgie, Gynäkologie und Geburtshilfe, Anästhesie und Intensivmedizin sowie Psychiatrie und Psychotherapie und in den zwei Belegabteilungen Hals-Nasen-Ohren-Medizin und Urologie versorgt. Die Gesundheits- und Krankenpflegeschule an der Hunsrück Klinik bietet 60 Schulplätze.
- Diakonie Kliniken Fliedner Neunkirchen: Das Fliedner Krankenhaus Neunkirchen ist eine psychiatrische Fachklinik. Dort werden Patienten mit Angsterkrankungen, Suchterkrankungen, Erkrankungen aus dem schizophrenen Formenkreis sowie gerontopsychiatrischen Erkrankungen behandelt. Die Klinik verfügt zudem über ein teilstationäres Behandlungsangebot mit bis zu 25 Therapieplätzen. In der benachbarten Begegnungsstätte Café Theodor erhalten Menschen mit psychischen Erkrankungen tagestrukturierende Angebote und haben die Möglichkeit, in einem offenen Bistro-Betrieb eine individuelle Beschäftigungsmöglichkeit zu finden.
- Evangelisches Stadtkrankenhaus: Das Evangelische Stadtkrankenhaus Saarbrücken wurde im März 2023 geschlossen.[7]
- Diakonie Klinikum Neunkirchen: Außerdem übernahm die Kreuznacher Diakonie 2016 das frühere Städtische Krankenhaus der Stadt Neunkirchen, welches heute als  Diakonie Klinikum Neunkirchen gemeinnützige GmbH geführt wird. Dort sind folgende Fachabteilungen vorhanden: Anästhesie und Intensivmedizin, Allgemeinchirurgie, Viszeralchirurgie, Gefäßchirurgie (2021 geschlossen), Interventionelle Radiologie, Orthopädie/Unfallchirurgie, Innere Medizin, Neurologie, Urologie (2021 geschlossen), Hals-Nasen-Ohren-Heilkunde (Belegabteilung), Onkologie und Pathologie. Außerdem wird eine Krankenpflegeschule betrieben. Die Diakonie Klinikum Neunkirchen gGmbH ist Akademisches Lehrkrankenhaus des Universitätsklinikums des Saarlandes. 2021 gab die Kreuznacher Diakonie bekannt, das Diakonie Klinikum Neunkirchen nach nur wenigen Jahren wieder verkaufen zu wollen.[8]

### Soziale Teilhabe
Der Geschäftsbereich Soziale Teilhabe bietet individuelle Leistungen zur Teilhabe (Eingliederungshilfen) für Menschen mit Behinderung in Form von differenzierten Wohn- und Assistenzangeboten. Grundlage ist der individuelle Teilhabebedarf des einzelnen Menschen.
Das Angebot reicht je nach Bedarfslage von ambulanter Assistenz, Begleitung und Beratung, Betreuung, Förderung und Pflege von unterschiedlicher Intensität, im Rahmen des Betreuten Wohnens und/oder eines Persönlichen Budgets über gemeindenahe Angebote bis hin zu einer stationären Versorgung in den Einrichtungen.
Standorte der Einrichtungen sind:
- Asbacher Hütte
- Bad Kreuznach
- Bad Sobernheim
- Kirn
- Meisenheim
- Rhaunen
- Mainz-Gonsenheim

In Meisenheim gibt es neben Angeboten für Erwachsene auch ein stationäres Wohnangebot für Kinder und Jugendliche und eine Förderschule mit den Schwerpunkten ganzheitliche und motorische Entwicklung (Bodelschwingh Schule). Sie ist eine staatlich anerkannte Ersatzschule und steht sowohl Schülern der Einrichtung am Standort Meisenheim als auch Schülern aus der Region offen. Die Bethesda-Schule in Bad Kreuznach ist als Schule mit dem Förderschwerpunkt motorische Entwicklung eine staatlich anerkannte Ersatzschule für interne und externe Schüler. Es stehen 150 Schulplätze zur Verfügung. Sie dienen der Förderung schulpflichtiger körperbehinderter Kinder und Jugendlicher vorwiegend aus den Kreisen Bad Kreuznach, Rhein-Hunsrück und Birkenfeld. Die Bethesda-Schule verfügt über Bildungsgänge Grund- und Hauptschule, Schule mit dem Förderschwerpunkt Lernen und Schule mit dem Förderschwerpunkt ganzheitliche Entwicklung, in dem auch Menschen mit schwersten Behinderungen gefördert werden. Die Abschlüsse der einzelnen Bildungsgänge entsprechen den Abschlüssen öffentlicher Schulen.
In Bad Kreuznach steht für Menschen mit Autismus ein Kompetenzzentrum zur Verfügung, in Bad Sobernheim gibt es eine Wohngruppe sowie ein Kompetenzzentrum für Menschen mit Prader-Willi-Syndrom. Je nach individuellem Bedarf erhalten Betroffene Beratung, Ambulante Assistenz in der Region, Hilfen zur Tagesstruktur, Therapie und stationäre Wohnbetreuung. Der Geschäftsbereich Soziale Teilhabe bietet auch für Menschen mit psychischen Erkrankungen ambulante Assistenzleistungen in der Region – insbesondere in Kirn.

### Rehabilitationsfachdienste
Die Rehabilitationsfachdienste umfassen den Rehabilitationsmedizinischen Dienst sowie die Beratungsstelle für unterstützte Kommunikation und Assistive Technologie.
- Der Rehabilitationsmedizinische Dienst Bad Kreuznach ist ein Angebot für Menschen mit schweren Körper- oder Mehrfachbehinderungen, die eine rehabilitationsmedizinische, orthopädische, neurologische oder psychiatrische Versorgung benötigen.
- Die Beratungsstelle für Unterstützte Kommunikation und Assistive Technologien berät und behandelt Menschen mit Kommunikationseinschränkungen und versorgt sie gegebenenfalls mit Hilfsmitteln.

Sozialpädiatrisches Zentrum
Das Sozialpädiatrische Zentrum (SPZ) betreut ambulant entwicklungsauffällige, behinderte und von Behinderung bedrohte Kinder und Jugendliche sowie ihre Familien. Die Behandlung im SPZ umfasst medizinische, psychologische, therapeutische, sozialmedizinische und pädagogische Hilfen und Beratung. Charakteristisch für das SPZ ist die interdisziplinäre Zusammenarbeit verschiedener Berufsgruppen (Kinder- und Jugendmediziner, Psychologen, Krankengymnasten, Ergotherapeuten, Logopäden, Heilpädagogen usw.)

### Diakoniewerkstätten
Anerkannte Werkstatt für behinderte Menschen
Die Diakonie Werkstätten kreuznacher diakonie sind eine anerkannte Werkstatt für Behinderte Menschen nach § 142 SGB IX. Sie bestehen aus fünf Werkstätten, einer Förderwerkstatt, einer Außenwerkstatt und zwei Tagesförderstätten und bieten etwa 1.000 Menschen mit Behinderungen und psychischen Erkrankungen einen Arbeitsplatz. Sie sind eine der größten Behinderten-Werkstätten in Rheinland-Pfalz.
Teilhabe am Arbeitsleben
Die Werkstätten bieten behinderten Menschen die Teilhabe am Arbeitsleben durch vielfältige Arbeitsinhalte. Arbeitsbegleitend werden berufs-, persönlichkeitsfördernde und therapeutische Maßnahmen angeboten. Je nach Fähigkeit und Neigung finden die Beschäftigten ihre Aufgaben bei der Herstellung eigener Produkte, Dienstleistungen und Montagearbeiten für Auftraggeber aus Industrie und Handel.
Qualitätsmanagement
Das Qualitätsmanagement-System ist entsprechend den Anforderungen der ISO 9001:2000 aufgebaut. In den Betrieben Meisenheim, Asbacher Hütte und Bad Sobernheim haben Zertifizierungsaudits die Umsetzung der Forderungen gemäß DIN EN ISO 9001:2000 bestätigt. Das Zertifikat wurde für den Geltungsbereich „Teilhabe von Menschen mit Behinderungen am Arbeitsleben durch Integration in den Fertigungsbereichen Montage, Verpackung, Konfektionierung und Logistik“ erteilt.
Tagesförderstätte
Zwei Tagesförderstätten ermöglichen erwachsenen Menschen mit schweren körperlichen und geistigen Behinderungen die Teilhabe am gesellschaftlichen und sozialen Leben.
Werkstattrat
Die Werkstattrat-Betriebsvertretungen und der Gesamtwerkstattrat sind die Interessensvertretungen der Menschen mit Behinderungen. Sie vertreten die Interessen der Beschäftigten gegenüber der Geschäftsführung, den Betriebsleitungen und nach außen.

### Kinder-, Jugend- und Familienhilfe
- Niederwörresbach

Die Kinder-, Jugend- und Familienhilfe bietet differenzierte Leistungen in acht stationären Gruppen, inklusive drei Mutter-Kind-Gruppen, sowie im teilstationären und ambulanten Bereich an. Inobhutnahmeplätze, sozialpädagogische Pflegestellen, pädagogische Angebote und Schulsozialarbeit in Schulen des Landkreises Birkenfeld sowie berufsvorbereitende Maßnahmen gehören zum Gesamtkonzept.
- Rechtenbach

Die Einrichtungen in Niederwörresbach und Rechtenbach bieten ambulante, teilstationäre und stationäre Hilfen für Kinder, Jugendliche und Familien an. Zu den Angeboten zählt die Systemische Familientherapie, Erziehungsbeistandschaften sowie sozialpädagogische Familienhilfe.
- Bad Kreuznach

Integrative Kindertagesstätte, Kinderhort, Kinderkrippe, Inklusionsfachdienst, Tagesgruppen

### Seniorenhilfe

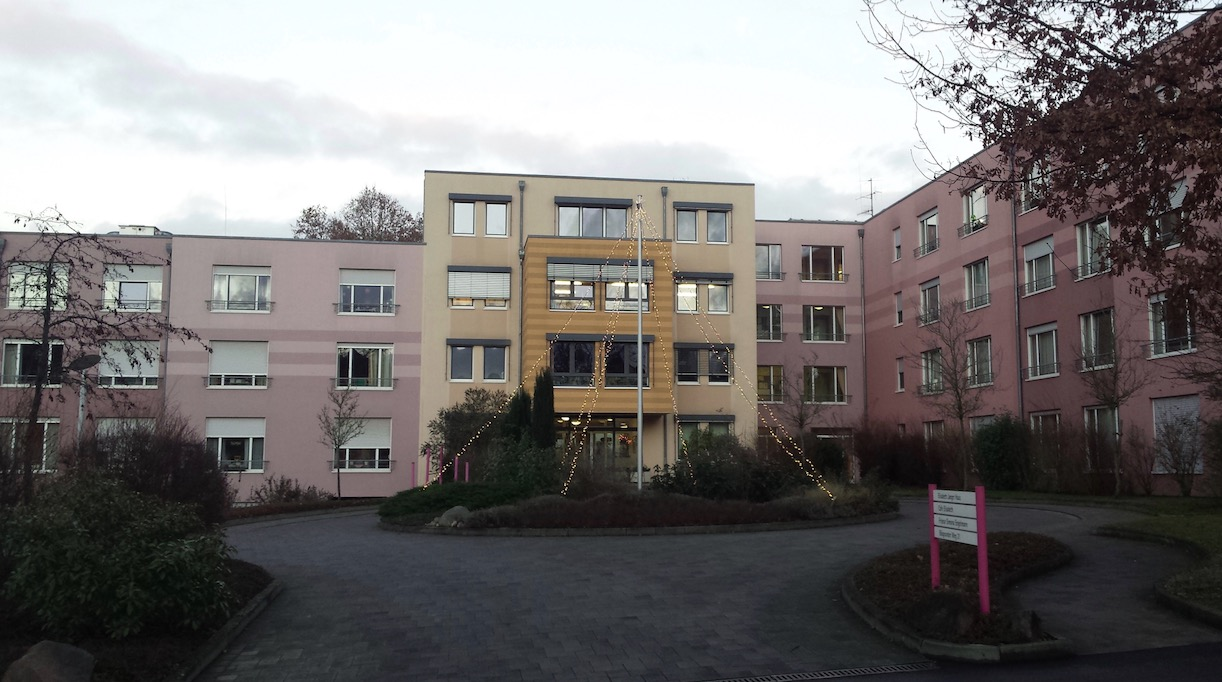
Elisabeth Jaeger Haus

Stationäre Einrichtungen in Rheinland-Pfalz
- Haus St. Josef (Bad Kreuznach)[6]
- Wohnpark Sophie Scholl (Bad Kreuznach)
- Elisabeth Jaeger Haus (Bad Kreuznach)
- Haus Bergfrieden (Kirn)
- Martin-Luther-Stift (Bingen)
- Pfarrer Kurt-Velten-Altenpflegeheim (Sohren)
- Dr. Theodor-Fricke-Altenpflegeheim (Simmern)

Stationäre Einrichtungen im Saarland
- Caroline Fliedner Haus (Neunkirchen)
- Karl Ferdinand Haus (Neunkirchen)
- Haus am Steinhübel (Saarbrücken)
- Wichernhaus (Saarbrücken)
- Luise Deutsch Haus (Schwalbach)

Ambulante Einrichtungen in Rheinland-Pfalz
- Diakonie-Sozialstation Bad Kreuznach
- Diakonie-Sozialstation Kirchberg
- Diakonie-Sozialstation Simmern
- Diakonie-Sozialstation Traben-Trarbach
- Café Spurensuche Büchenbeuren
- Café Spurensuche Riesweiler

### Wohnungslosenhilfe

#### Landkreis Bad Kreuznach
Auf der Eremitage in Bretzenheim erhalten wohnungslose Menschen Unterkunft, Verpflegung, medizinische Betreuung und Beratung.
Das Café Bunt in Bad Kreuznach ist eine Einrichtung für wohnungslose oder von Wohnungslosigkeit bedrohte Frauen.

#### Landkreis Birkenfeld
Idar-Oberstein: Tagesaufenthalt Horizont, Tafel, Wohnangebote

### Akademie
Die Kreuznacher Akademie bietet Fort- und Weiterbildungen insbesondere für Pflegefachkräfte aus der Gesundheits- und Krankenpflege sowie der Altenpflege an.

### Diakonische Gemeinschaft Paulinum
Die Diakonische Gemeinschaft Paulinum trägt neben dem Mutterhaus die Zielsetzung und die Arbeit in der Stiftung mit. Die
Diakonische Gemeinschaft, ein Zusammenschluss von Diakonen Mitarbeitern der Stiftung kreuznacher diakonie, fördert und gestaltet das diakonische Amt und das gemeinsame Leben in der evangelischen Kirche mit.

### Diakonenschule

#### Berufsbildende Schulen
- Fachschule für Sozialwesen
- Ausbildungszentrum für Gesundheits- und Pflegeberufe

### Kirchenmusik

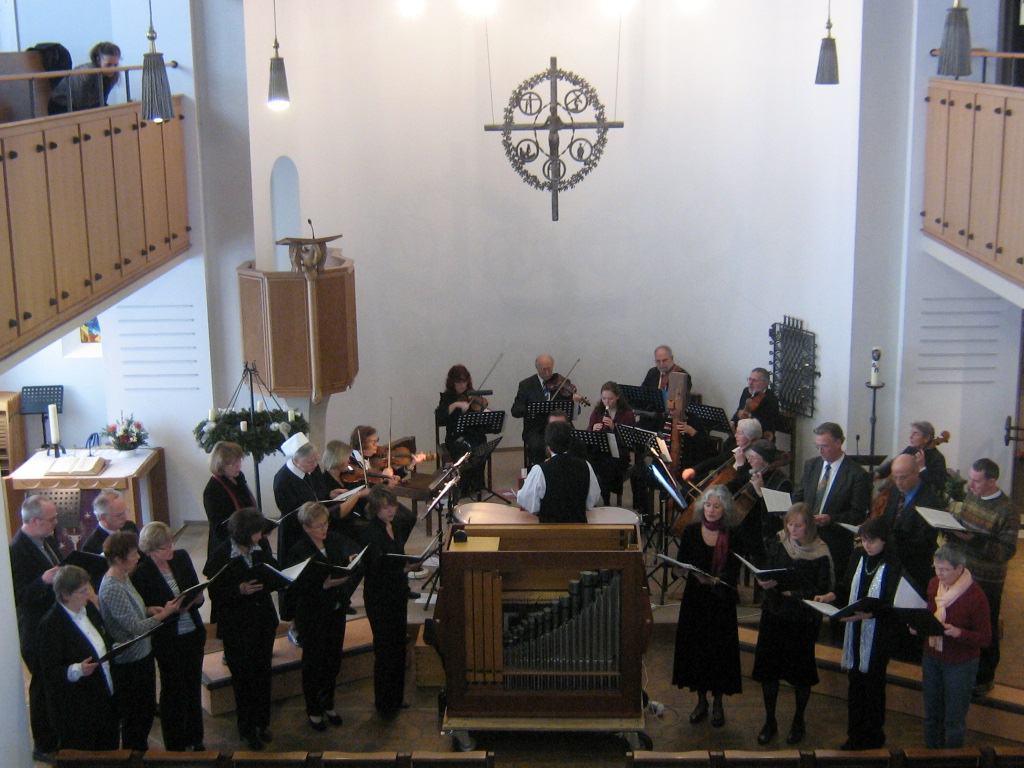
Kreuznacher-Diakonie-Kantorei

Die Kirchenmusik wird an der Diakoniekirche Bad Kreuznach seit ihrer Einweihung 1903 gepflegt. Gründer der Kreuznacher-Diakonie-Kantorei war der Lehrer August Stern. Seit 1987 sind die kirchenmusikalischen Gruppen als Integrative Kantorei organisiert.

## Bekannte Mitarbeiter der Stiftung kreuznacher diakonie
- August Stern (1837–1914), Chorleiter
- Hugo Reich (1854–1935), Theologe und Gründer der Diakonieanstalten
- Willibald Hamburger (1884–1965), Architekt und Politiker
- Elisabeth Jaeger, (1892–1969), Vorsteherin des Mutterhauses von 1932–1968
- Werner Forßmann (1904–1979), Urologe und Nobelpreisträger
- Ilse Wolfrom (1922–2024), Kinderchirurgin
- Karl-Adolf Bauer (* 1937), Theologe und Vorsteher von 1975 bis 1987
- Matthias Schmidt-Ohlemann (* 1951), Arzt für Orthopädie
- André Borsche (* 1955), Chefarzt für Plastische Chirurgie
- Helmut Kickton (* 1956), Kirchenmusiker
- Heidtrud Henn (* 1962), Altenpflegerin, Diakonin und Abgeordnete des Deutschen Bundestags.
- Holger Böckel (* 1966) Theologischer Vorstand